# Jennifer Michael Hecht
Jennifer Michael Hecht , född 23 november 1965 i Glen Cove på Long Island, är en poet, historiker, filosof, och författare.
Hennes arbeten inkluderar:
- The Next Ancient World (poesi)
- Funny (poesi)
- The End of the Soul (vetenskapshistoria)
- Doubt: A History (historia)
- Who Said (poesi)
- Stay: A History of Suicide and the Philosophies Against It (historia)
- The Happiness Myth: The Historical Antidote to What Isn't Working Today (vetenskapshistoria)